# Michel Foucault
Paul-Michel Foucault (tiếng Pháp: [pɔl miʃɛl fuko]; 15 tháng 10 năm 1926 – 25 tháng 6 năm 1984) là một nhà triết học, nhà sử học tư tưởng, nhà văn, nhà hoạt động chính trị, và nhà phê bình văn học người Pháp. Các công trình học thuật của Foucault tập trung chủ yếu vào mối quan hệ giữa quyền lực và tri thức, và phương thức chúng được áp dụng nhằm kiểm soát xã hội thông qua các thể chế xã hội. Một số học giả coi Foucault là người theo trường phái cấu trúc luận và hậu hiện đại, tuy vậy bản thân ông chưa bao giờ thừa nhận chúng. Tư tưởng của ông đã có tầm ảnh hưởng tương đối lớn đến giới hàn lâm và điều này có thể được thấy rõ ở nhiều lĩnh vực, chẳng hạn như nghiên cứu truyền thông, nhân chủng học, tâm lý học, xã hội học, tội phạm học, nghiên cứu văn hóa, lý luận văn học, chủ nghĩa nữ quyền, chủ nghĩa Mác và lý thuyết phê phán.
Foucault sinh thành trong một gia đình thượng trung lưu tại Poitiers, Pháp. Ông được giáo dục tại trường trung học Henri-IV, rồi sau theo học tại trường École Normale Supérieure, nơi ông phát triển niềm yêu thích triết học và chịu ảnh hưởng của các giảng viên Jean Hyppolite và Louis Althusser. Ông tiếp tục theo học tại Đại học Paris (Sorbonne), nơi ông tốt nghiệp với hai tấm bằng bằng triết học và tâm lý học. Sau vài năm làm ngoại giao văn hóa ở nước ngoài, ông trở về Pháp và xuất bản cuốn sách lớn đầu tay mang tên Folie et Déraison (1961). Trong quá trình công tác tại Đại học Clermont-Ferrand từ năm 1960 đến năm 1966, Foucault cho ra đời hai cuốn sách, Naissance de la clinique (1963) và Les mots et les choses (1966), với các ảnh hưởng đáng kể từ chủ nghĩa cấu trúc, điều mà về sau ông đoạn tuyệt hoàn toàn. Ba cuốn sách đầu tiên của Foucault là những ví dụ điển hình của thuật chép sử được ông gọi là "khảo cổ học".
Từ năm 1966 đến năm 1968, Foucault giảng dạy tại Đại học Tunis. Sau thời gian đó, ông quay lại Pháp và đảm nhận vai trò trưởng khoa triết học tại đại học thí điểm Paris VIII. Năm 1969, Foucault xuất bản cuốn L'archéologie du savoir. Năm 1970, Foucault được nhận vào Collège de France và giữ vị trí tại đây cho đến cuối đời. Ngoài đóng góp học thuật, ông còn gia nhập nhiều nhóm chính trị tả khuynh và tham gia các chiến dịch biểu tình chống phân biệt chủng tộc, chống vi phạm nhân quyền và đòi cải tổ nhà tù. Foucault sau này xuất bản thêm hai cuốn sách, Giám sát và Trừng phạt (1975) và L'Histoire de la sexualité (1976), trong đó ông phát triển thêm phương pháp luận khảo cổ và phổ hệ để nhấn mạnh vai trò của quyền lực trong xã hội. Năm 2007, Foucault được The Times Higher Education Guide xem là tác giả được trích dẫn nhiều nhất thế giới trong lĩnh vực khoa học nhân văn.
Foucault qua đời ở Paris vào năm 1984 do biến chứng HIV/AIDS; và trở thành nhân vật công chúng đầu tiên của Pháp qua đời vì biến chứng của căn bệnh này. Sau khi ông mất, Daniel Defert đã thành lập tổ chức từ thiện AIDES để tưởng nhớ người bạn quá cố của mình.

## Tiểu sử

### Những năm đầu đời
Paul-Michel Foucault  sinh ngày 15 tháng 10 năm 1926 ở Poitiers, trong một gia đình quý phái của tỉnh . Cha ông, Paul Foucault, một nhà phẫu thuật xuất sắc, mong muốn con trai kế nghiệp mình; nhưng Michel từ nhỏ bị lôi cuốn bởi lịch sử.
Trong thời tuổi trẻ, việc học hành của Foucault là sự trộn lẫn giữa các thành tích xuất sắc với những kết quả tầm thường. Đến năm lớp đệ tam (1940) thì ông học kém hẳn và mẹ ông đăng ký cho ông học ở trường trung học tôn giáo Saint-Stanislas nơi ông tỏ ra vượt trội. Từ đây ông tỏ ra có mối quan tâm tới triết học tuy nhiên việc học hành bị đứt quãng bởi Chiến tranh thế giới thứ hai lan tới Pháp và sau đó là sự chiếm đóng của người Đức. Mẹ Foucault phó thác ông cho một sinh viên trẻ, Louis Girard. Nhờ đó đến cuối năm, Foucault nhận được giải nhì về triết học, nhận bằng tú tài loại khá. Về thời kỳ này, Foucaul thường nhắc lại những kỷ niệm liên quan đến lịch sử (nghĩa là lịch sử chính trị) hơn là các kỷ niệm gia đình; ký ức về trường trung học là rất tệ: ông ghét không khí tôn giáo và các môn học bắt buộc.
Được ủng hộ bởi người mẹ, Michel Foucault phớt lờ nguyện vọng nối nghiệp của cha vào tháng 9 năm 1943, đăng ký lớp dự bị trung học Henri IV của Poitiers. Ông ngày càng quan tâm tới triết lý, và là người đối thoại chính với giáo viên triết trong lớp. Ông trượt trong kỳ thi viết vào École normale supérieure năm 1945 vì xếp thứ 101 trong khi trường chỉ nhận 100 người đỗ cao nhất vào vòng vấn đáp. Tuy nhiên ông quyết tâm tới học tại trường Henri IV của Paris, vào mùa khai giảng 1945-1946, học hành cật lực và xa lánh mọi người. Thời gian này ông ngày càng đam mê triết học và chịu ảnh hưởng nhiều của Jean Hyppolite. Kết quả học của ông xếp thứ nhất vào cuối năm học - và là thứ bảy trong toàn lịch sử trường, rồi vào năm 1946 ông được nhận học với hạng tư trong khóa của École normale supérieure phố Ulm.

### Ở trường l'École normale supérieure
Đời sống cá nhân trong thời kỳ học Đại học khá khó khăn - ông phải chịu đựng chứng trầm uất  do những thất vọng liên quan tới sự đồng tính luyến ái vài lần đã cố tự tử. Ông buộc phải đi gặp một nhà tâm thần học và chính điều đó làm ông trở nên hứng thú với tâm lý học. Năm 1952 ông ra trường với bằng cử nhân triết học cộng thêm bằng cử nhân tâm lý - một văn bằng rất mới ở Pháp thời bấy giờ. Lĩnh vực của ông là tâm lý học lâm sàng, điều khiến ông có cơ hội trao đổi với những nhà tư tưởng như Ludwig Binswanger.
Foucault đã là một thành viên của Đảng Cộng sản Pháp từ 1950 tới 1953. Ông được giới thiệu vào đảng bởi người thầy Louis Althusser, nhưng sớm trở nên vỡ mộng với cả quan điểm chính trị lẫn triết học của đảng này. Sử gia Emmanuel Le Roy Ladurie tường thuật rằng Foucault chưa bao giờ tham gia tích cực vào chi bộ của ông, không như những đảng viên đồng chí khác. 

### Bắt đầu sự nghiệp
Foucault trượt kỳ thi tuyển dụng sư phạm năm 1950 và lại một lần tự tử bất thành, nhưng đã thi đỗ năm sau. Sau một thời gian ngắn ngủi giảng dạy ở École Normale, ông nhận một vị trí ở Đại học Lille, nơi ông dạy tâm lý học từ năm 1953 tới 1954. Năm 1954 ông xuất bản cuốn sách đầu tiên, Maladie mentale et personnalité (Căn bệnh tinh thần và nhân cách). Vào thời điểm này, ông không hứng thú với nghề giảng dạy, và quyết định sẽ đi khỏi Pháp một thời gian dài. Năm 1954 ông nhận làm ủy viên văn hóa của Pháp tại Đại học Uppsala ở Thụy Điển (một vị trí được sắp xếp bởi Georges Dumézil, người về sau trở thành một người thầy và người bạn của ông). Ông thực hiện luận án tiến sĩ ở Uppsala, nhưng bị loại. Năm 1958 Foucault rời Uppsala gỡ các vị trí khác nhau trong những khoảng thời gian ngắn ngủi ở Đại học Warsaw và Đại học Hamburg.
Foucault trở về Pháp 1960 để hoàn thành luận án tiến sĩ và giữ một ghế giảng triết học ở Đại học Clermont-Ferrand (tức Đại học Blaise Pascal ngày nay. Ở đó ông gặp triết gia Daniel Defert, người sống chung với ông hai mươi năm sau đó. Năm 1961 ông nhận bằng tiến sĩ với việc trình bày hai luận án (như một thông lệ ở Pháp): một luận văn "chính" tựa đề Folie et déraison: Histoire de la folie à l'âge classique (Chứng điên và Mất trí: Lịch sử của Chứng điên Thời Cổ điển) và một luận văn "phụ" liên quan tới việc dịch và phê bình "Nhân học từ một quan điểm đạo đức" của Kant. Folie et déraison nhận được sự ủng hộ nhiệt liệt. Foucault tiếp tục một lịch trình xuất bản không ngừng. Năm 1963 ông cho in Naissance de la Clinique (Sự ra đời của ngành Lâm sàng), Raymond Roussel, và tái bản tập năm 1954 (với tựa đè mới Maladie mentale et psychologie - Căn bệnh tinh thần và tâm lý học).
Khi Defert được gửi tới Tunisia để thực hiện nghĩa vụ quân sự, Foucault chuyển tới một vị trí tại Đại học Tunis năm 1965. Ông xuất bản Les Mots et les choses (Từ và Vật) trong đỉnh cao quan tâm tới chủ nghĩa cấu trúc năm 1966, và Foucault nhanh chóng được xếp vào hàng ngũ các học giả như Jacques Lacan, Claude Lévi-Strauss, và Roland Barthes như làn sóng mới nhất các nhà tư tưởng muốn xô đổ chủ nghĩa hiện sinh được đại chúng hóa bởi Jean-Paul Sartre. Foucault đưa ra một số nhận xét hoài nghi về chủ nghĩa Mác, xúc phạm một số nhà phê bình cánh tả, nhưng về sau kiên quyết phản đối bị gắn nhãn là "nhà cấu trúc luận". Ông vẫn ở Tunis vào các cuộc chiến đường phố tháng 5 năm 1968, nơi ông bị ảnh hưởng mạnh bởi một cuộc nổi dậy của sinh viên địa phương cùng năm nhưng trước đó. Mùa thu năm 1968 ông trở về Pháp, nơi ông xuất bản 'L'archéologie du savoir (Khảo cổ học về Tri thức) – một tiểu luận về phương pháp luận trong đó bao gồm những câu trả lời đối với những người phê phán ông – năm 1969.

### Sau 1968: Foucalt nhà đấu tranh
Dưới áp lực của phong trào 1968, chính phủ Pháp lập nên một đại học thực nghiệm mới, Paris VIII, ở Vincennes và bổ nhiệm Foucault làm lãnh đạo khoa triết tháng 12 năm đó. Foucault đã đề bạt những viện sĩ hàn lâm cánh tả trẻ nhất (như Judith Miller) người mà khuynh hướng cấp tiến chọc tức Bộ Giáo dục, những người bất bình với việc tên nhiều khóa học chứa cụm từ "Marxist-Leninist" và ra thông tư rằng những sinh viên từ Vincennes không thích hợp để trở thành các giáo viên trung học. Foucault cũng khét tiếng là tham gia cùng các sinh viên trong việc chiếm giữ các tòa nhà chính quyền và đánh nhau với cảnh sát.
Nhiệm kì của Foucault tại Paris VIII tồn tại ngắn ngủi, bởi năm 1970 ông được bồng vào thể chế hàn lâm lừng danh nhất nước Pháp, Collège de France, ở vị trí Giáo sư về Lịch sử các Hệ thống Tư tưởng. Những liên hệ chính trị của ông gia tăng, và người sống chung với ông Defert gia nhập tổ chức Mao-ít cực đoan Gauche Proletarienne (GP). Foucault tham gia thành lập Groupe d'Information sur les Prison - GIP (Nhóm thông tin nhà tù) để cung cấp con đường cho các từ nhân bày tỏ các mối quan tâm của họ. Điều này đồng thời với việc Foucault rẽ hướng sang nghiên cứu về các thể chế kỉ luật, với cuốn sách Surveiller et Punir (Kỉ luật và trừng phạt) "tường thuât" các cấu trúc vi quyền lực (micro-pouvoir), thứ mà theo Foucault, phát triển trong các xã hội phương Tây từ thế kỉ 18, với một sự tập trung đặc biệt vào các nhà tù và trường học.

### Foucault: Những năm cuối đời
Vào cuối những năm 1970, chủ nghĩa hành động chính trị ở Pháp suy yếu với sự đập tan ảo tưởng của nhiều trí thức cánh tả. Một số những người Mao-ít trẻ từ bỏ niềm tin của họ để trở thành cái gọi là "Les Nouvelles Philosophies" ("Những Triết gia Mới"), thường trích dẫn Foucault như người ảnh hưởng chính tới họ, một hình tượng mà Foucault hoài nghi. Foucault trong thời kì này khởi động một kế hoạch trước tác sáu tập với tên Lịch sử tính dục (The History of Sexuality]], thứ ông chưa bao giờ hoàn thành. Tập đầu tiên được xuất bản ở Pháp với tên La Volonté de Savoir (Ý chí Hiểu biết) năm 1976, sau bản in tiếng Anh năm 1978 lấy tên The History of Sexuality: An Introduction ("Lịch sử Tính dục: Một dẫn nhập" - 1978). Các tập hai và ba chỉ xuất hiện vào tận 8 năm sau, và chúng đã gây ngạc nhiên cho độc giả bởi chủ đề đối tượng (các văn bản Hi Lạp và La Mã cổ điển), cách tiếp cận và văn phong, đặc biệt là sự tập trung của Foucault vào chủ đề con người, quan niệm mà một người lầm lẫn tin rằng trước kia ông bỏ qua.
Foucault bắt đầu dành nhiều thời gian hơn ở Hoa Kỳ, tại trường Đại học Buffalo, New York nơi ông giảng dạy trong chuyến thăm đầu tiên tới Hoa Kỳ năm 1970 và đặc biệt là tại Đại học California, Berkeley. Năm 1975 ông dùng LSD, một chất gây ảo giác ở Zabriskie Point, Công viên quốc gia Death Valley, mà về sau ông goi đó là trải nghiệm vĩ đại nhất trong đời.

#### Cách mạng Iran
Năm 1979 Foucault thực hiện hai chuyến đi tới Iran, tiến hành những cuộc phỏng vấn rộng rãi với những nhân vật chính trị chính trong một sự ủng hộ chính phủ lâm thời được thành lập ngay sau Cách mạng Iran. Trong truyền thống của Nietzsche và Georges Bataille, Foucault cổ vũ người nghệ sĩ mở rộng những giới hạn của lý tính, và ông viết với niềm hứng thú lớn để bảo vệ cho những sự phi lý phá vỡ những biên giới. Năm 1978, Foucault tìm thấy những sức mạnh vượt rào trong những nhân vật cách mạng Ayatollah Khomeini, Ali Shariati và hàng triệu những người nguy hiểm tính mạng khi theo họ trong quá trình cách mạng. Cả Foucault và những nhà cách mạng đều chỉ trích mạnh mẽ tính hiện đại và tìm kiếm một hình thức chính trị mới, và họ cũng cùng tìm kiếm những người bất chấp tính mạng cho lý tưởng, và cùng nhìn vào quá khứ để tìm cảm hứng. Về sau khi Foucault đi tới Iran "để hiện diện trong sự ra đời một hình thức mới của những tư tưởng," ông đã viết rằng phong cách Hồi giáo của chính trị có thể đánh dấu một sự bắt đầu một dạng mới của thể tinh thần chính trị ("spiritualité politique"), không chỉ cho Trung Đông, mà còn cả châu Âu, nơi đã thu nhận nền chính trị thế tục bắt đầu từ Cách mạng Pháp. Foucault thừa nhận quyền lực khổng lồ của những diễn ngôn mới của người Hồi giáo mang tinh chiến đấu, không chỉ cho Iran, mà cho thế giới. Thời gian hai chuyến đi của Iran đã cho ra đời rất nhiều tiểu luận và những bài báo trên tờ báo tiếng Ý Corriere della Sera chỉ xuất hiện trong tiếng Pháp từ năm 1994 và đã gây ra nhiều tranh cãi và chỉ trích rằng Foucault đã nhận xét thiếu phê phán về chế độ Iran.

#### Những năm cuối cùng
Trong những năm cuối, những người diễn dịch Foucault bối rối với việc Foucault xét lại những vấn đề có trong những công trình thời kỳ đầu của chính ông. Khi thắc mắc đó được đưa ra trong một cuộc phỏng vấn năm 1982, Foucault nói: "Khi người ta nói, 'Chà, anh nghĩ điều này vài năm trước đây và giờ anh lại nói khác,' câu trả lời của tôi là 'À, bạn có nghĩ tôi đã làm việc vất vả suốt những năm qua để nói cùng một thứ và không thay đổi?" Ông từ chối xác định bản thân như một triết gia, nhà lịch sử, nhà cấu trúc luận, hay một người mác-xít, xác nhận rằng "Mối quan tâm chính trong cuộc đời và công việc là trở nên ai đó khác người mà bạn là lúc bắt đầu"." Trong một lối tương tự, ông thích không khẳng định rằng ông đang giới thiệu một khối tri thức chặt chẽ và vô tận; ông thường muốn các cuốn sách của ông "là một loại hộp công cụ người khác có thể lục tìm để tìm một công cụ người ta có thể sử dụng bất kể cách nào họ muốn trong lĩnh vực riêng của họ... Tôi không viết cho một công chúng, tôi viết cho những người dùng, chứ không phải người đọc."
Foucault mất bởi bệnh AIDS ở 25 tháng 6 năm 1984. Ông là người Pháp danh giá đầu tiên được tường thuật là mắc AIDS. Căn bệnh ít được biết ở thời điểm đó và các đối thủ triết học của ông đôi khi tấn công các hành vi tình dục của ông như một cách thể hiện quan điểm của ông. Trong bài báo trên trang nhất của tờ Le Monde thông báo về cái chết của ông, không có đề cập nào về AIDS, mặc dù người ta nhấn mạnh rằng ông đã chết do một sự nhiễm trùng nghiêm trọng. Trước khi chết, Foucault đã tiêu hủy hầu hết các bản thảo, và trong di chúc cấm xuất bản những gì ông có thể đã coi nhẹ.
Cái chết của ông được mô tả bởi một người bạn thân, Hervé Guibert, trong "À l'ami qui ne m'a pas sauvé la vie", lấy tên là Muzil.

## Công trình triết học
Đồng nghiệp của Foucault là Pierre Bourdie tổng kết lại tư tưởng của ông như là "một chuyến thám hiểm dài của sự vi phạm, vượt qua giới hạn xã hội, luôn gắn liền tri thức với quyền lực".
Triết gia Philip Stokes từ Đại học Reading nhận xét tổng quan rằng, tác phẩm của Foucault "tăm tối và bi quan". Mặc dù vậy, vẫn có những yếu tố lạc quan, nơi triết học được sử dụng để nêu bật những nơi có sự đàn áp. Cách chúng ta bị đàn áp được hiểu tường tận hơn, để xây dựng một cấu trúc xã hội với nguy cơ đàn áp bị giảm thiểu. Trong những sự phát triển đó có những chi tiết mà ở đó những chi tiết này đúng với từng cá nhân.
Trong những năm cuối đời, Foucault giải thích rằng công trình của ông ít phân tích quyền lực như một hiện tượng hơn là cố gắng đánh giá những cách khác xã hội ngày nay biểu lộ mục đích của quyền lực để "khách thể hóa chủ thể". Dựa trên ba hình thức như sau: đầu tiên là sự tham gia của khoa học để phân loại và sắp xếp kiến thức về dân số, tiếp theo là phân chia và bình thường hóa con người chủ thể (bằng cách xác định sự điên loạn, bệnh tật, đặc điểm bề ngoài, và hơn thế nữa); cuối cùng liên quan tới việc thúc đẩy bản dạng giới tính và huấn luyện con người tham gia vào các hoạt động và lề thói để cho ra những sự rập khuôn trong xã hội.
Quyền lực
Foucault phân tích quyền lực dưới hai hình thái: lý thuyết và thực tiễn. Phân tích thực tiễn quan tâm tới các hình thức của quyền lực từ quá khứ cho tới hiện tại và bằng cách nó hình thành từ các hình thức trước đó của quyền lực. Foucault mô tả ba kiểu quyền lực trong phân tích thực tiễn: quyền lực tối cao, quyền lực giám sát, và quyền lực sinh học (biopower).
Foucault chỉ trích các "lý thuyết" cố gắng cho ra các câu trả lời tuyệt đối về "vạn vật". Do đó, ông xem các "lý thuyết" của mình về quyền lực như là một phương pháp hơn là "lý thuyết". Theo Foucault, nhiều người nhầm hiểu về quyền lực. Vì lý do đó, ông làm rõ rằng quyền lực không thể được mô tả như là:
- Một nhóm các thể chế và/hoặc cơ chế nhằm mục đích buộc người dân phải tuân theo và phục tùng nhà nước (một cách hiểu thông thường về quyền lực của những người theo chủ nghĩa tự do);
- Dùng lý lẽ để cai trị (một định nghĩa phân tâm học về quyền lực); hoặc là
- Một hệ thống đàn áp của một giai tầng xã hội áp đặt lên một giai tầng khác (một cách định nghĩa về quyền lực của những người theo chủ nghĩa Mác xít truyền thống hay những người theo chủ nghĩa nữ quyền).

Foucault không nói rằng những hiện tượng kể trên không phải là "quyền lực", nhưng ông khẳng định rằng những lý thuyết về quyền lực không thể mô tả tuyệt đối tất cả các hình thái của quyền lực. Foucault đồng thời khẳng định định nghĩa về quyền lực theo chủ nghĩa tự do đã làm che đậy đi những hình thái khác của quyền lực đến mức độ mà mọi người đều vui vẻ chấp nhận cách định nghĩa này.

## Các tác phẩm xuất bản
- Maladie mentale et personnalité (bằng tiếng Pháp). Paris. 1954. tr. 113. ISBN 2130528236. {{Chú thích sách}}: Đã bỏ qua tham số không rõ |biên tập= (trợ giúp)Quản lý CS1: địa điểm thiếu nhà xuất bản (liên kết)
- Maladie mentale et psychologie (bằng tiếng Pháp). Paris. 1962 (Seconde édition remaniée de Maladie mentale et personnalité. tr. 120. ISBN 2130582591. {{Chú thích sách}}: Kiểm tra giá trị ngày tháng trong: |năm= (trợ giúp); Đã bỏ qua tham số không rõ |biên tập= (trợ giúp)Quản lý CS1: năm (liên kết)
- Folie et Déraison. Histoire de la folie à l'âge Classique (bằng tiếng Pháp). Paris. s.d. (1961). tr. XI-672. {{Chú thích sách}}: Kiểm tra giá trị ngày tháng trong: |năm= (trợ giúp); Đã bỏ qua tham số không rõ |biên tập= (trợ giúp)Quản lý CS1: năm (liên kết)
- Histoire de la folie à l'âge classique (bằng tiếng Pháp). Paris. 1964. tr. 309. {{Chú thích sách}}: Đã bỏ qua tham số không rõ |biên tập= (trợ giúp)Quản lý CS1: địa điểm thiếu nhà xuất bản (liên kết)
- Histoire de la folie à l'âge classique. Folie et déraison (bằng tiếng Pháp). Paris. 1972. tr. 583. ISBN 2070295826. {{Chú thích sách}}: Đã bỏ qua tham số không rõ |biên tập= (trợ giúp)Quản lý CS1: địa điểm thiếu nhà xuất bản (liên kết)
- Naissance de la clinique. Une archéologie du regard médical (bằng tiếng Pháp). Paris. 1963. tr. 212. ISBN 2130420885. {{Chú thích sách}}: Đã bỏ qua tham số không rõ |biên tập= (trợ giúp)Quản lý CS1: địa điểm thiếu nhà xuất bản (liên kết)
- Raymond Roussel (bằng tiếng Pháp). Paris. 1963. tr. 256. ISBN 2070327280. {{Chú thích sách}}: Đã bỏ qua tham số không rõ |biên tập= (trợ giúp)Quản lý CS1: địa điểm thiếu nhà xuất bản (liên kết)
- Les Mots et les Choses. Une archéologie des sciences humaines (bằng tiếng Pháp). Paris. 1966. tr. 405. ISBN 2070224848. {{Chú thích sách}}: Đã bỏ qua văn bản “2070293351” (trợ giúp)Quản lý CS1: địa điểm thiếu nhà xuất bản (liên kết)
- La Pensée du dehors (bằng tiếng Pháp). Paris. 1966. tr. 72. ISBN 2851940651. {{Chú thích sách}}: Đã bỏ qua tham số không rõ |biên tập= (trợ giúp)Quản lý CS1: địa điểm thiếu nhà xuất bản (liên kết)
- L'Archéologie du savoir (bằng tiếng Pháp). Paris. 1969. tr. 288. ISBN 207026999X. {{Chú thích sách}}: Đã bỏ qua tham số không rõ |biên tập= (trợ giúp)Quản lý CS1: địa điểm thiếu nhà xuất bản (liên kết)
- Sept propos sur le septième ange (bằng tiếng Pháp). Paris. 1970. tr. 64. ISBN 2851942085. {{Chú thích sách}}: Đã bỏ qua tham số không rõ |biên tập= (trợ giúp)Quản lý CS1: địa điểm thiếu nhà xuất bản (liên kết)
- L'Ordre du discours (bằng tiếng Pháp). Paris. 1971. tr. 88. ISBN 2070277747. {{Chú thích sách}}: Đã bỏ qua tham số không rõ |biên tập= (trợ giúp)Quản lý CS1: địa điểm thiếu nhà xuất bản (liên kết)
- Ceci n'est pas une pipe (bằng tiếng Pháp). Fontfroide-le-Haut. 1973. tr. 90. ISBN 2851942077. {{Chú thích sách}}: Đã bỏ qua tham số không rõ |biên tập= (trợ giúp)Quản lý CS1: địa điểm thiếu nhà xuất bản (liên kết)
- Surveiller et punir. Naissance de la prison (bằng tiếng Pháp). Paris. 1975. tr. 328. ISBN 2070729680. {{Chú thích sách}}: Đã bỏ qua tham số không rõ |biên tập= (trợ giúp)Quản lý CS1: địa điểm thiếu nhà xuất bản (liên kết)
- Histoire de la sexualité (bằng tiếng Pháp). Quyển 1. Paris. 1976. tr. 224. ISBN 2070295893. {{Chú thích sách}}: Đã bỏ qua văn bản “2070740706” (trợ giúp)Quản lý CS1: địa điểm thiếu nhà xuất bản (liên kết)
- Histoire de la sexualité (bằng tiếng Pháp). Quyển 2. Paris. 1984. tr. 296. ISBN 2070700569. {{Chú thích sách}}: Đã bỏ qua văn bản “2070746739” (trợ giúp)Quản lý CS1: địa điểm thiếu nhà xuất bản (liên kết)
- Histoire de la sexualité (bằng tiếng Pháp). Quyển 3. Paris. 1984. tr. 288. ISBN 2070273822. {{Chú thích sách}}: Đã bỏ qua văn bản “2070746747” (trợ giúp)Quản lý CS1: địa điểm thiếu nhà xuất bản (liên kết)
- Dits et Écrits (bằng tiếng Pháp). Quyển 1. Paris. 2001. tr. 1708. ISBN 207076186X. {{Chú thích sách}}: Đã bỏ qua tham số không rõ |biên tập= (trợ giúp)Quản lý CS1: địa điểm thiếu nhà xuất bản (liên kết)
- Dits et Écrits (bằng tiếng Pháp). Quyển 2. Paris. 2001. tr. 1736. ISBN 2070762904. {{Chú thích sách}}: Đã bỏ qua tham số không rõ |biên tập= (trợ giúp)Quản lý CS1: địa điểm thiếu nhà xuất bản (liên kết)

Những tác phẩm xuất bản các bài giảng tại Collège de France
- 1970-1971: Leçons sur la volonté de savoir (bằng tiếng Pháp). Paris. 2011. tr. 318. ISBN 2020860244. {{Chú thích sách}}: Đã bỏ qua tham số không rõ |biên tập= (trợ giúp)Quản lý CS1: địa điểm thiếu nhà xuất bản (liên kết)
- 1973-1974: Le Pouvoir psychiatrique (bằng tiếng Pháp). Paris. 2003. tr. 399. ISBN 2020307693. {{Chú thích sách}}: Đã bỏ qua tham số không rõ |biên tập= (trợ giúp)Quản lý CS1: địa điểm thiếu nhà xuất bản (liên kết)
- 1974-1975: Les Anormaux (bằng tiếng Pháp). Paris. 1999. tr. 351. ISBN 2020307987. {{Chú thích sách}}: Đã bỏ qua tham số không rõ |biên tập= (trợ giúp)Quản lý CS1: địa điểm thiếu nhà xuất bản (liên kết)
- 1975-1976: « Il faut défendre la société » (bằng tiếng Pháp). Paris. 1997. tr. 283. ISBN 2020231697. {{Chú thích sách}}: Đã bỏ qua tham số không rõ |biên tập= (trợ giúp)Quản lý CS1: địa điểm thiếu nhà xuất bản (liên kết)
- 1977-1978: Sécurité, territoire, population (bằng tiếng Pháp). Paris. 2004. tr. 435. ISBN 2020307995. {{Chú thích sách}}: Đã bỏ qua tham số không rõ |biên tập= (trợ giúp)Quản lý CS1: địa điểm thiếu nhà xuất bản (liên kết)
- 1978-1979: Naissance de la biopolitique (bằng tiếng Pháp). Paris. 2004. tr. 355. ISBN 2020324016. {{Chú thích sách}}: Đã bỏ qua tham số không rõ |biên tập= (trợ giúp)Quản lý CS1: địa điểm thiếu nhà xuất bản (liên kết)
- 1981-1982: L'Herméneutique du sujet (bằng tiếng Pháp). Paris. 2001. tr. 540. ISBN 2020308002. {{Chú thích sách}}: Đã bỏ qua tham số không rõ |biên tập= (trợ giúp)Quản lý CS1: địa điểm thiếu nhà xuất bản (liên kết)
- 1982-1983: Le Gouvernement de soi et des autres I (bằng tiếng Pháp). Paris. 2008. tr. 382. ISBN 2020658690. {{Chú thích sách}}: Đã bỏ qua tham số không rõ |biên tập= (trợ giúp)Quản lý CS1: địa điểm thiếu nhà xuất bản (liên kết)
- 1983-1984: Le Gouvernement de soi et des autres II: Le Courage de la vérité (bằng tiếng Pháp). Paris. 2009. tr. 334. ISBN 978-2-02-065870-6. {{Chú thích sách}}: Đã bỏ qua tham số không rõ |biên tập= (trợ giúp)Quản lý CS1: địa điểm thiếu nhà xuất bản (liên kết)

Các tác phẩm xuất bản lưu trữ
- Moi, Pierre Rivière, ayant égorgé ma mère, ma sœur et mon frère: un cas de parricide au Bản mẫu:XIXe siècle (bằng tiếng Pháp). Paris. 1973. tr. 424. ISBN 2070328287. {{Chú thích sách}}: Đã bỏ qua tham số không rõ |biên tập= (trợ giúp)Quản lý CS1: địa điểm thiếu nhà xuất bản (liên kết)
- Herculine Barbin dite Alexina B. (bằng tiếng Pháp). Paris. 1978. tr. 160. ISBN 2070299600. {{Chú thích sách}}: Đã bỏ qua văn bản “2070386260” (trợ giúp)Quản lý CS1: địa điểm thiếu nhà xuất bản (liên kết)
- Les Machines à guérir, aux origines de l'hôpital moderne (bằng tiếng Pháp). Paris. 1979. tr. 184. ISBN 2870091036. {{Chú thích sách}}: Đã bỏ qua tham số không rõ |biên tập= (trợ giúp)Quản lý CS1: địa điểm thiếu nhà xuất bản (liên kết)
- Le Désordre des familles. Lettres de cachet des archives de la Bastille au Bản mẫu:XVIIIe siècle (bằng tiếng Pháp). Paris. 1982. tr. 362. ISBN 2070233626. {{Chú thích sách}}: Đã bỏ qua tham số không rõ |biên tập= (trợ giúp)Quản lý CS1: địa điểm thiếu nhà xuất bản (liên kết)

Đồng tác giả
- L'Impossible Prison. Recherches sur le système pénitentiaire au Bản mẫu:XIXe siècle (bằng tiếng Pháp). Paris. 1980. tr. 317. ISBN 2020055457. {{Chú thích sách}}: Đã bỏ qua tham số không rõ |biên tập= (trợ giúp)Quản lý CS1: địa điểm thiếu nhà xuất bản (liên kết)
- Le Groupe d'information sur les prisons. Archives d'une lutte 1970-1972, các tài liệu được tập hợp lại bởi Philippe Artières, Laurent Quéro và Michelle Zancarini-Fournel, lời bạt của Daniel Defert, nhà xuất bản l'IMEC, 2003